# Camponotus simoni
Camponotus simoni é uma espécie de inseto do gênero Camponotus, pertencente à família Formicidae.